# 荔堡镇
荔堡镇，是中华人民共和国甘肃省平凉市泾川县下辖的一个乡镇级行政单位。

## 行政区划
荔堡镇下辖以下地区：
刘山村、原董村、庙李村、沟圈村、问城村、地庄村、袁口村、南关村、东关村、西关村、高马村、云吕村、南李村、小寨村、大寨村、崖窑村和张茂才村。